# Carter Rowney
Carter Rowney (* 10. Mai 1989 in Grande Prairie, Alberta) ist ein kanadischer Eishockeyspieler, der seit September 2022 bei den Löwen Frankfurt aus der Deutschen Eishockey Liga (DEL) unter Vertrag steht und dort auf der Position des rechten Flügelstürmers spielt. Zuvor war Rowney unter anderem für die Pittsburgh Penguins, Anaheim Ducks und Detroit Red Wings in der National Hockey League (NHL) aktiv. In den Playoffs 2017 gewann er mit den Pittsburgh Penguins den Stanley Cup.

## Karriere

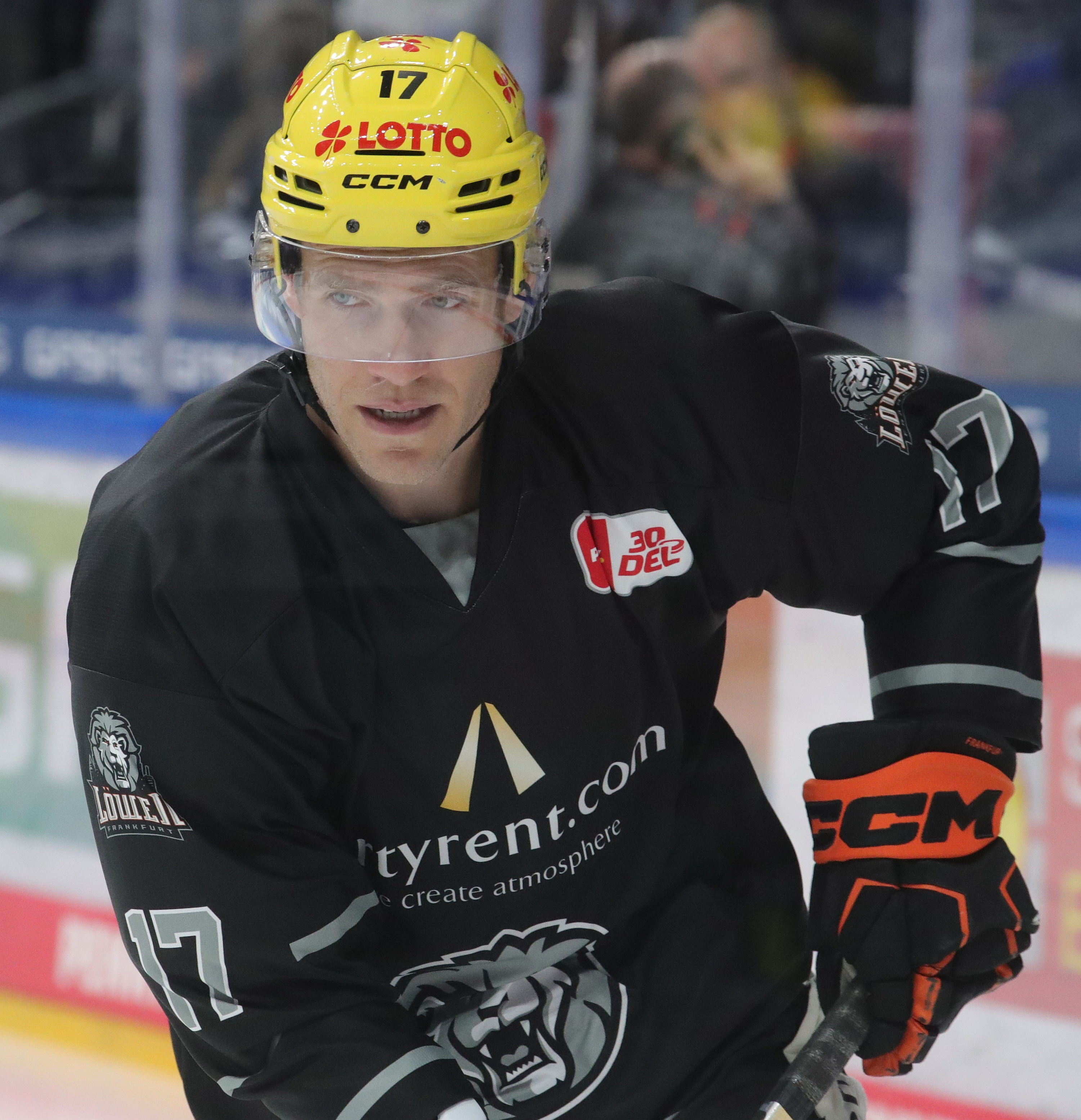
Rowney im Trikot der Löwen Frankfurt (2023)

Rowney, der in Grande Prairie geboren und im 20 Kilometer entfernten Sexsmith aufwuchs, spielte zunächst bis 2009 für das Juniorenteam der Grande Prairie Storm aus seiner Geburtsstadt in der Alberta Junior Hockey League (AJHL). Das Team führte er in der Saison 2008/09 zum Gewinn des Rogers Wireless Cup, während er selbst aufgrund seiner 18 Scorerpunkte in 19 Play-off-Partien als wertvollster Spieler ausgezeichnet wurde. Im Sommer 2009 schrieb sich Rowney, nachdem er ungedrafet geblieben war, an der University of North Dakota ein. Dort spielte der Stürmer in den folgenden vier Jahren parallel zu seinem Studium für das Eishockeyteam der Universität in der Western Collegiate Hockey Association (WCHA), einer Division im Spielbetrieb der National Collegiate Athletic Association (NCAA). Mit der Mannschaft gewann der Stürmer in drei der vier Jahre die Meisterschaftstrophäe der Division in Form der Broadmoor Trophy und erhielt zwei Berufungen ins All-Academic Team.
Nach Beendigung seines Studiums im April 2013 erhielt der Angreifer für den Rest der Saison 2012/13 einen Probevertrag bei den Abbotsford Heat aus der American Hockey League (AHL). Für diese absolvierte er vier Spiele, in denen ihm sein erstes Tor im Profibereich gelang. Im Oktober 2013 wurde er dann für zunächst ein Jahr vom Ligakonkurrenten Wilkes-Barre/Scranton Penguins verpflichtet. Dort spielte er im Verlauf der Spielzeit auch für deren Farmteam, die Wheeling Nailers, aus der ECHL. Selbiges wiederholte sich nach einer zwischenzeitlichen Vertragsverlängerung in der Saison 2014/15, wobei er nun allerdings mehrheitlich für die Penguins spielte. Nach einer weiteren Vertragsverlängerung im Sommer 2015 verbrachte der Kanadier nun die gesamte Spielzeit in der AHL und empfahl sich schließlich für einen Vertrag beim Kooperationspartner Pittsburgh Penguins aus der National Hockey League (NHL). Dort feierte Ende Januar 2017 sein NHL-Debüt und etablierte sich in der Folge im Kader der Penguins, mit denen er am Saisonende den Stanley Cup gewann.
Nach fünf Jahren in der Organisation der Penguins erhielt Rowney nach der Saison 2017/18 keinen neuen Vertrag in Pittsburgh, sodass er im Juli 2018 als Free Agent einen Dreijahresvertrag bei den Anaheim Ducks unterzeichnete. In gleicher Weise wechselte er im September 2021 zu den Detroit Red Wings, die seinen Vertrag aber ebenfalls nicht über die Spielzeit 2021/22 hinaus verlängerten. Der Kanadier wechselte daraufhin im September 2022 erstmals nach Europa, wo er einen Kontrakt bei den Löwen Frankfurt aus der Deutschen Eishockey Liga (DEL) unterzeichnete. In seiner ersten Spielzeit in der DEL konnte er sich als Führungsspieler für den Ligaaufsteiger etablieren und war mit 58 Punkten der drittbeste Scorer der DEL-Hauptrunde.

## Erfolge und Auszeichnungen
| - 2009 Rogers-Wireless-Cup-Gewinn mit den Grande Prairie Storm - 2009 AJHL Playoff MVP - 2009 AJHL North All-Star Team - 2010 Broadmoor-Trophy-Gewinn mit der University of North Dakota - 2011 Broadmoor-Trophy-Gewinn mit der University of North Dakota | - 2011 WCHA All-Academic Team - 2012 Broadmoor-Trophy-Gewinn mit der University of North Dakota - 2012 WCHA All-Academic Team - 2016 AHL-Spieler des Monats März - 2017 Stanley-Cup-Gewinn mit den Pittsburgh Penguins |

## Karrierestatistik
Stand: Ende der Saison 2024/25
(Legende zur Spielerstatistik: Sp oder GP = absolvierte Spiele; T oder G = erzielte Tore; V oder A = erzielte Assists; Pkt oder Pts = erzielte Scorerpunkte; SM oder PIM = erhaltene Strafminuten; +/− = Plus/Minus-Bilanz; PP = erzielte Überzahltore; SH = erzielte Unterzahltore; GW = erzielte Siegtore; 1 Play-downs/Relegation; Kursiv: Statistik nicht vollständig)